# 学会認定専門医
学会認定専門医（がっかいにんていせんもんい、英語: medical specialist）とは、医学・歯学の高度化・専門化に伴い、その診療科や分野において高度な知識や技量、経験を持つ医師・歯科医師のこと。
登録医、認定医、専門医、指導医など細分化された区分が設けられているのが一般であり、各医歯学系学会が認定・付与し、現在約50の学会が本制度を設け、のべ2万4千人ほどの医師・歯科医師が認定を受けている。なお、医療法上広告が可能な医師等の専門性に関する資格として医師は55、歯科医師は5の資格名が厚生労働省により認められている。

## 主な種類（登録医・認定医・専門医・指導医）
学会登録医
学会に登録している医師・歯科医師でまだ認定を受けていない医師・歯科医師。認定制度のない学会ではすべてこれに当てはまる。
学会認定医
高度な知識や技量、経験を持つ医師・歯科医師として学会が認定した医師・歯科医師。
多くの学会では、認定医となるための条件を定めている。条件としては、研修指定病院での勤務期間や学会、講演会の出席回数を指定したうえで試験を行う場合が多い。以前は、筆記試験がほとんどであったが、最近実技試験を行う学会も増えている。
学会専門医
認定医よりさらに高度な知識や技量、経験を持つ医師・歯科医師として学会が認定した医師・歯科医師。
まず、医師では日本医学会加盟学会で組織した専門医認定制協議会（有限責任中間法人日本専門医認定機構の前身）において、「5年間以上の専門研修を受け、資格審査ならびに試験に合格して、学会等によって認定された医師」と規定されている。各専門医認定を受けるためにはその専門医資格認定団体で各々の試験を受ける必要があり、通常は学会が認定団体を兼任している。内科、外科、小児科、産婦人科、眼科、泌尿器科、形成外科などの各科ごとの専門医の他に、血液、消化器、腎臓、肝臓などの臓器、部位ごとの専門医、臨床遺伝、漢方、レーザーなどの専門医まで、2005年8月の時点で42の専門医の呼称がある。2002年から、各学会での所定の手続きを経れば、専門医の資格を開業医は広告に掲載してもよいことになった。歯科医師の場合は、5つの歯学系学会が設ける規定に基づき専門医資格を付与しており、歯科放射線専門医、小児歯科専門医、日本歯周病学会認定歯周病専門医、口腔外科専門医、歯科麻酔科専門医などの専門医制度が設けられている。標榜制度以外は基本的に医師と同じである。
学会指導医
高度な知識や技量、経験を持ち、認定医や専門医などを指導する立場にある医師・歯科医師として学会が認定した医師・歯科医師。
これらが必ずしも存在するわけではなく、学会によっては、まとめて「学会認定専門医」として認定している場合などもあり、呼称が一致しているわけではない。

## 認定の方法
学会登録医として登録し、学会認定教育施設等で一定年数研修を行い（研修年限は各学会によって異なる）、その分野についての実習や講義を受け所定の単位を取得し、試験（筆記や実技）に合格することで、認定をする学会が多い。
また、認定から一定年数経ったところで、更新を義務付けている学会も多い。

## 不正取得問題
日本内科学会は2013年9月、提出書類の教授の署名捺印を偽造するなど悪質な不正行為を行っていた、札幌市内の40歳代の女性医師の総合内科専門医資格を（認定内科医と共に）取り消し、永久に再受験を認めない処分を行ったほか、日本肝臓学会が「肝臓専門医」取り消し処分を、日本消化器病学会が「消化器病専門医」取り消し処分を行った。詳しくは女性医師専門医不正取得事件。

## 学会認定専門医制度を導入している学会
- 日本内科学会 ……総合内科専門医
- 日本小児科学会 ……小児科専門医
- 日本皮膚科学会 ……皮膚科専門医
- 日本外科学会 ……外科専門医
- 日本整形外科学会 ……整形外科専門医
- 日本産科婦人科学会 ……産婦人科専門医
- 日本眼科学会 ……眼科専門医
- 日本耳鼻咽喉科学会 ……耳鼻咽喉科専門医
- 日本泌尿器科学会 ……泌尿器科専門医
- 日本脳神経外科学会 ……脳神経外科専門医
- 日本医学放射線学会 ……放射線科専門医
- 日本麻酔科学会 ……麻酔科専門医
- 日本病理学会 ……病理専門医
- 日本臨床検査医学会 ……臨床検査専門医
- 日本消化器病学会 ……消化器病専門医
- 日本消化器内視鏡学会 ……消化器内視鏡専門医
- 日本循環器学会 ……循環器専門医
- 日本呼吸器学会 ……呼吸器専門医
- 日本呼吸器内視鏡学会 ……気管支鏡専門医
- 日本血液学会 ……血液専門医
- 日本内分泌学会 ……内分泌代謝科専門医
- 日本糖尿病学会 ……糖尿病専門医
- 日本腎臓学会 ……腎臓専門医
- 日本肝臓学会 ……肝臓専門医
- 日本アレルギー学会 ……アレルギー専門医
- 日本感染症学会 ……感染症専門医
- 日本環境感染学会
- 日本老年医学会 ……老年病専門医
- 日本消化器外科学会 ……消化器外科専門医
- 日本胸部外科学会 ……心臓血管外科専門医、呼吸器外科専門医
- 日本呼吸器外科学会 ……呼吸器外科専門医
- 日本血管外科学会 ……心臓血管外科専門医
- 日本心臓血管外科学会 ……心臓血管外科専門医
- 日本小児外科学会 ……小児外科専門医
- 日本神経学会 ……神経内科専門医
- 日本小児神経学会 ……小児神経専門医
- 日本心身医学会
- 日本形成外科学会 ……形成外科専門医
- 日本気管食道科学会 ……気管食道科専門医
- 日本大腸肛門病学会 ……大腸肛門病専門医
- 日本リハビリテーション医学会 ……リハビリテーション科専門医
- 日本輸血学会
- 日本救急医学会 ……救急科専門医
- 日本超音波医学会 ……超音波専門医
- 日本核医学会 ……核医学専門医
- 日本リウマチ学会 ……リウマチ専門医
- 日本歯科保存学会
- 日本歯周病学会 ……歯周病専門医
- 日本矯正歯科学会
- 日本矯正歯科協会
- 日本口腔外科学会 ……口腔外科専門医
- 日本成人矯正歯科学会
- 日本口腔インプラント学会
- 日本歯科審美学会
- 日本補綴歯科学会
- 日本口腔衛生学会
- 日本歯科放射線学会 ……歯科放射線専門医
- 日本小児歯科学会 ……小児歯科専門医
- 日本障害者歯科学会
- 日本顎咬合学会
- 日本顎関節学会
- 日本全身咬合学会
- 日本歯内療法学会
- 日本歯科東洋医学会
- 日本スポーツ歯科医学会
- 日本レーザー歯学会
- 日本レーザー医学会   ……レーザー専門医
- 日本東洋医学会 ……漢方専門医
- 日本温泉気候物理医学会 ……温泉療法専門医
- 日本人類遺伝学会 ……臨床遺伝専門医
- 日本産業衛生学会
- 日本臨床細胞学会 ……細胞診専門医
- 日本透析医学会 ……透析専門医
- 日本歯科麻酔学会 ……歯科麻酔専門医
- 日本精神神経学会 ……精神科専門医
- 日本頭痛学会
- 日本臨床神経生理学会
- 日本ペインクリニック学会 ……ペインクリニック専門医
- 日本乳癌学会……乳腺専門医
- 日本婦人科腫瘍学会  ……婦人科腫瘍専門医
- 日本熱傷学会   ……熱傷専門医
- 日本脳神経血管内治療学会   ……脳血管内治療専門医
- 日本臨床腫瘍学会   ……がん薬物療法専門医
- 日本周産期・新生児医学会   ……周産期（新生児）専門医
- 日本生殖医学会  ……生殖医療専門医
- 日本心療内科学会   ……心療内科専門医
- 日本総合病院精神医学会 ……一般病院連携精神医学専門医
- 日本登山医学会 ……日本登山医学会専門医

(…専門医：厚生労働省届出団体が認定する資格)

## 各学会の専門医認定取得方法ならびに各種医療機器の画像読影について
日本国内において、世界より早く広く安価に高性能なCTもMRIも普及しており、このため昭和41年から始まった専門医認定制度においても最新の医療機器についての知識が求められる。諸外国では放射線科医が画像の読影だけでなく撮影方法まで権限を持っているのが一般的であるが、このような海外と異なる日本の医療界の独自の環境の中で各専門医認定機関において一般撮影・CT・MRI・各種造影検査・血管撮影の撮影依頼方法だけでなく読影の研修が行うことを当然のこととし、専門医認定試験においても以下のように専門領域の読影力が試験されている。

## スペシャリティ別

### 外科専門医
専門医認定試験受験前の外科専門医修練カリキュラムにおいて一般撮影・CT・MRI・各種造影検査の撮影依頼方法だけでなく専門分野の読影が定められており、重度外傷・重度熱傷の初期治療やデブリードマンを含む外科分野について総合的な研修が実施される。

### 内科専門医
専門医認定試験受験前に後期臨床研修を終了することが必須で、前期ならびに後期臨床研修プログラムにおいて一般撮影・CT・MRI・各種造影検査の撮影依頼方法だけでなく専門分野の読影が定められており、さらに内科専門医研修カリキュラムにおいて基本的な創傷処置や輪状甲状靱帯切開を含む外科分野の研修も実施される。

### 整形外科専門医
研修プログラムもしくはカリキュラム制研修において一般撮影・CT・MRI・各種造影検査の撮影依頼方法だけでなく読影を学び、研修終了後の専門医認定試験においても専門分野の読影力が試験される。

### リュウマチ専門医
内科もしくは整形外科専門医であることが前提になっている。研修プログラムもしくはカリキュラム制研修において一般撮影・CT・MRI・各種造影検査の撮影依頼方法だけでなく読影を学び、研修終了後の専門医認定試験においても専門分野の読影力が試験される。

### 形成外科専門医
形成外科臨床研修で一般撮影・CT・MRI・各種造影検査の撮影依頼方法だけでなく読影を学び、研修終了後の専門医認定試験においても専門分野の読影力が試験される。 

### 脳神経外科専門医
卒後2年間の初期臨床研修を終了した後に、脳神経外科に関する専門的な研修を4年間受けることが必要である。この4年間の研修については、従来は脳神経外科学会認定の「専門医訓練施設」で行うことになっていたが、平成23年度からは制度が変更され学会認定の「研修プログラム」のもとでの実施になった。平成23年度からの新制度では、脳神経外科専門医に求められる到達目標が明確に定められており、この到達目標を達成するに充分な条件を満たしていると認定された「研修プログラム」のもとで専門医研修が行われることになる。「研修プログラム」での専門医研修を修了すると、専門医認定試験の受験資格が得られる。この研修で一般撮影・CT・MRI・各種造影検査の撮影依頼方法だけでなく読影の研修が行われ、研修終了後の専門医認定試験においても専門分野の読影力が試験される。

### 脳血管内治療専門医
脳神経外科・内科・放射線科・救急科専門医であることが前提になっている。脳血管撮影・各種脳血管内治療に関する充分な知識・経験が試験される。また、脳血管内治療専門医に準じた資格として脳血栓療法回収実施医がある。

### 救急科専門医
救急勤務歴3年以上で1年以上の専従歴があり、診療実績審査に合格し、さらに認定試験に合格しなくてはならない。認定試験では、一般撮影・CT・MRI・各種造影検査の撮影依頼方法だけでなく幅広い総合的な救急分野についても試験される。日本救急医学会では、救急医学を専門とする救急科専門医制度を設け、救急患者への初期治療を行う救急医を育成している。主に救命救急センター、医療機関の救急科、集中治療室（ICU）などに配置されている。しかし救急医の育成は十分に進んでいないため、救命救急センターや大学病院などの中核病院においても外科医や内科医が救急医を兼任している施設がある。

### 歯科専門医
広告に関する標榜は医療法に定められた研修体制、試験制度その他の事項に関する基準に適合するものとして厚生労働大臣に届け出た学会(62団体)で専門性に関する認定が可能である。2010年の時点で60（医師55資格、歯科医師5資格）の呼称がある。
しかし、厚生労働省が示す基準に満たない未指定団体が、専門医を認定している場合も少なくない。それ自体には問題は無い。個人開業医の多い歯科では、ひとりの歯科医師が歯科全般を担当することが多く、専門分野という意識が薄かった為、開業医が専門分野のみで開業することは現在においても稀である。よって学術団体においても歯科系学会は古くから大学などの教育・研究機関のものであり、開業そのものに対する専門医認識の歴史が浅く、診療科目数に対する厚生労働省指定団体は極端に少ない。ほとんどが未指定であるが、その中でも、教育・研究機関が主体である団体と、開業医が主体であるスタディーグループ型の団体が存在する。
スタディーグループ型の団体の発生は、医療機関の広告規制の緩和に伴うもので、広告に対する専門医呼称の欲求が急激に高まったことに起因する。呼応するように、スタディーグループであった団体が学会を名乗るようになり、法人化することによって認定を加速するという現状に至っている。その為、ひとりの歯科医師が複数の未指定団体における専門医や認定(認証)医であることも少なくない。所属する団体にも一貫性がなく、専門医という言葉が適切ではない例も多い。
医療広告に関しては、管轄が都道府県であるため、インターネット上の医療広告は、行政の指導が為されていないに等しい。どこまでが広告かという問題点もあり、病院若しくは診療所等の構造物には厚生労働省における指定された資格の標榜、雑誌やインターネット上等、個人使用の肩書きとしては未指定資格の使用も可能というのが、歯科医師の一般的な見解である。

### 口腔外科専門医
口腔外科専門医の取得のためには、歯科医師(医師)免許取得後、初期臨床研修を修了してから6年以上、学会認定の研修施設(准研修施設)に所属し、口腔外科に係わる診療と学術的活動に従事して一定以上の実績を有することが必要条件となる。口腔外科専門医の資格は、(1)申請書類審査、(2)筆記試験・口頭試問、(3)手術実地審査の3段階を経て認定される。特に、手術実地審査は、試験官が申請者の口腔外科手術を実際に見学し、その手術能力を判定するものである。また、専門医の資格は5年ごとに更新する義務があり、期間内に一定の研修実績を上げることが必須となっている。口腔外科専門医は、資格取得後も継続的に学識を高め、診療技能の向上に励むことが求められている。(2)の筆記試験・口頭試問では一般撮影・CT・MRI・各種造影検査の撮影依頼方法だけでなく専門分野の読影力も試験される。

### 耳鼻咽喉科専門医
日本耳鼻咽喉科学会が基準に基づいて認可した耳鼻咽喉科専門医研修施設において、研修カリキュラムに従い臨床研修終了後4年以上の専門領域研修（そのうち3年以上は耳鼻咽喉科専門医研修施設における研修でなければならない）を修了した者である。学会へ提出された専門医認定申請書、履歴書、医師免許証（写）、認可研修施設における研修修了証明書、臨床記録および研究業績リストに基づき専門医制度委員会において受験資格の有無を審査する。前項の資格審査に合格した者に対して、試験委員会は2日間にわたる筆記試験、小論文、口頭試問の出題と採点を行う。認定試験では、一般撮影・CT・MRI・各種造影検査の撮影依頼方法だけでなく専門医分野の読影力も試験される。

### 循環器専門医
循環器専門医認定前に内科専門医の認定を受ける必要があり、さらに循環器専門医認定試験においても専門領域の一般撮影・CT・MRI・各種造影検査だけでなく専門医分野の読影力が試験される。

### 心臓血管外科専門医
心臓血管外科専門医認定前に外科専門医の認定を受ける必要があり、さらに心臓血管外科専門医認定試験においても専門領域の一般撮影・CT・MRI・各種造影検査の撮影依頼方法だけでなく専門医分野の読影力が試験される。

### 小児外科専門医
小児外科専門医認定前に外科専門医の認定を受ける必要があり、小児外科専門医認定試験においても専門領域の一般撮影・CT・MRI・各種造影検査の撮影依頼方法だけでなく専門医分野の読影力が試験される。さらに小児外科専門医研修カリキュラムにおいて成人外科分野の術前術後管理、外傷縫合、鼠徑ヘルニア根治術、急性虫垂炎手術、痔核根治術、皮膚・皮下腫瘍摘出術、開腹閉腹、開胸閉胸、中心静脈カテーテル挿入、小児輸液路確保、小児術前術後管理、外傷・熱傷管理、新生児管理、小児鼠徑ヘルニア根治術、腸重積非観血的整復術、小児急性虫垂炎手術、肥厚性幽門狭窄症手術などの研修が実施される。

### 泌尿器科専門医
泌尿器科専門医とは. 2年間の初期臨床研修修了後、泌尿器科領域を中心として日本泌尿器科学会で定められた研修カリキュラムに基づいて4年間以上の専門医研修を受け、資格試験に合格し専門医として認定された医師である。具体的には、腎、尿管、膀胱、尿道など尿路系の病気、前立腺、陰茎、精巣など男性生殖器系の病気、副腎、副甲状腺などの内分泌系の病気、および女性骨盤底の障害による病気について、専門医としての知識と診療技術をもつ医師である。研修カリキュラムにおいて一般撮影・CT・MRI・各種造影検査の撮影依頼方法だけでなく専門医分野の読影を学び、研修終了後の専門医認定試験においても専門医分野の読影力が試験される。

### 産婦人科専門医
日本産科婦人科学会（本会）が指定する病院で3年以上(初期研修を含めて5年以上)の産婦人科の臨床を研修し、本会で実施している専門医認定試験（筆記および面接試験）に合格した産婦人科医師である。さらに学術集会や研修プログラムへの参加、学会発表などによって本会の定める単位を取得し、常に産婦人科専門医として広い知識と高い水準の技能をそなえている。研修カリキュラムにおいて一般撮影・CT・MRI・各種造影検査の撮影依頼方法だけでなく専門医分野の読影を学び、研修終了後の専門医認定試験においても専門医分野での読影力が試験される。

### 内視鏡外科技術認定医
内視鏡外科技術認定前に消化器外科専門医の認定を受ける必要があり、さらに認定試験においては鼠径ヘルニア、胆嚢炎を伴った胆嚢摘出、幽門側胃切除、S状結腸切除、肝部分切除、膵体尾部切除、脾切除などについて試験官が申請者の腹腔鏡手術をビデオ審査し、鏡視下手術能力を判定するものである。内視鏡外科技術認定医試験の合格率は約30％で、専門医認定試験において最も難易度が高い。

### 熱傷専門医
熱傷専門医認定前に救急科・形成外科・外科・皮膚科専門医等の認定を受ける必要があり、熱傷深度の判定と範囲の算定、初期輸液法、熱傷患者の管理、気道熱傷の診断と治療、減張切開術、壊死組織切除、熱傷創に対する分層植皮術、熱傷創に対する局所軟膏療法などの経験を必要とする。

## 日本専門医機構・日本歯科専門医機構
（詳細は日本専門医機構、日本歯科専門医機構の項目を参照のこと）
学会認定専門医はそれぞれの学会が独自に認定を行っているため、合格率など質にばらつきがあった。そのような評価を受け、2013年に厚生労働省による「専門医の在り方に関する検討会」の報告を受け、新しい専門医の認定・更新基準、養成プログラム・研修施設の基準の作成と、専門医認定と養成プログラムの評価・認定を統一的に行うための第三者機関として2014年に日本専門医機構が設立された。日本専門医機構は学会とは別に機構専門医として専門医を一括で養成している。2014年に設立され、2018年から専門医制度を開始した。2021年の秋には日本の社会制度として認定した初めての専門医が誕生した。歯科においては2018年日本歯科専門医機構が設立された。